# 草津郵便局
草津郵便局（くさつゆうびんきょく）
- 滋賀県草津市にある郵便局。本記事にて記述する。
- 群馬県吾妻郡草津町にある郵便局。局番号は04022。

草津郵便局（くさつゆうびんきょく）は滋賀県草津市にある郵便局。民営化前の分類では集配普通郵便局であった。

## 概要
住所：〒525-8799 滋賀県草津市西渋川1-3-38

## 沿革
- 1871年4月20日（明治4年3月1日） - 日本の近代郵便制度の創設とともに草津郵便取扱所として開設[1]。
- 1873年（明治6年）4月 - 草津郵便役所となる。
- 1875年（明治8年）1月1日 - 草津郵便局（三等）となる。
- 1882年（明治15年）7月16日 - 為替・貯金取扱を開始。
- 1893年（明治26年）1月21日 - 草津郵便電信局となる。
- 1903年（明治36年）4月1日 - 通信官署官制の施行に伴い草津郵便局となる。
- 1953年（昭和28年）9月1日 - 電報受付・電話通話事務を除く電気通信業務を、草津電報電話局に移管[2]。
- 1960年（昭和35年）10月16日 - 特定郵便局から普通郵便局に局種別改定[2]。
- 1961年（昭和36年）1月1日 - 老上簡易郵便局の廃止に伴い、取扱事務を承継。
- 1961年（昭和36年）3月 - 局舎新築落成。
- 1975年（昭和50年）5月1日 - 笠縫簡易郵便局の廃止に伴い、取扱事務を承継。
- 1978年（昭和53年）3月6日 - 草津市草津二丁目から同市西渋川一丁目に移転。
- 1998年（平成10年）9月1日 - 外国通貨の両替および旅行小切手の売買に関する業務取扱を開始。
- 2007年（平成19年）10月1日 - 民営化に伴い、併設された郵便事業草津支店に一部業務を移管。
- 2012年（平成24年）10月1日 - 日本郵便株式会社発足に伴い、郵便事業草津支店を草津郵便局に統合。

## 取扱内容
- 郵便、印紙、ゆうパック、内容証明
- 貯金、為替、振替、振込、国際送金、外貨両替・トラベラーズチェック、国債、投資信託
- 生命保険、バイク自賠責保険、自動車保険、がん保険、引受条件緩和型医療保険
- ゆうちょ銀行ATM
- 「525-00xx」区域（草津市全域）の集配業務
- ゆうゆう窓口

## 周辺
- エイスクエア（アル・プラザ草津、ディオワールドなど）
- 綾羽高等学校
- 滋賀県道2号大津能登川長浜線

## アクセス
- JR東海道本線（琵琶湖線）・草津線 草津駅（西口）から徒歩約7分
- まめバス（草津市）、近江鉄道バス 西渋川一丁目停留所下車
- 名神高速道路 栗東ICから西へ約4km
- 駐車場あり：14台